# Канна (антилопа)
Ка́нна, або оленебик (Taurotragus) — рід антилоп родини бикових (номінативна підродина бикові, Bovinae).

## Опис
Жовтувато-коричневого кольору, висотою близько 2 м, як самці, так і самиці мають спіралеподібні роги до 45 см довжиною. Водиться в Центральній і Південній Африці.

## Доместикація
У Стародавньому Єгипті антилопа канна була домашньою твариною: її доїли, впрягали до плуга, у вози. Але потім інші копитні, які виявились продуктивнішими, витіснили канн з господарського ужитку. Досліди з приручення канн були розпочаті в середині XX століття в Африці, а у нас цим займалися в заповіднику Асканія-Нова. Невелике стадо антилоп канн було акліматизоване в заповіднику ще в кінці XIX століття. У наші дні в Асканійському степу пасуться 28 видів різних антилоп. Найбільш тямущі і довірливі з усіх — канни. В Асканії-Нова була організована ферма, де доять цих величних тварин. Деякі з них дають до 7 літрів «молокану» (молоко антилоп канн) на день. Це молоко містить 13 % жиру, а також набагато більше, ніж у коров'ячому, цукру і білків, особливі цілющі речовини. «Молкан» допомагає при виразках шлунка, туберкульозі, загоєнні ран, при інших шкірних і шлунково-кишкових захворюваннях.
Першою дійною канною в Асканії-Нова стала антилопа на прізвисько Ніла, коли у неї загинуло теля. Після Ніли дозволила доїти себе Венера, Нектория, Нота та інші канни. Наукові співробітники заповіднику спробували доїти й інших антилоп. Деякі з них, як от нільгау, стали дійними, інші ж, особливо гну, дикі і близько не підпускають доярок.